# Herbert Rebscher
Herbert Rebscher (* 4. Juni 1954 in Bad König; † 23. März 2024 in Rotenburg (Wümme)) war ein deutscher Verbandsfunktionär und von 2005 bis Ende 2016 Vorsitzender des Vorstandes der DAK-Gesundheit.

## Werdegang
Nach dem Abitur 1973 war Herbert Rebscher 12 Jahre  bei der Bundeswehr und schlug die Offizierslaufbahn ein. An der Universität der Bundeswehr München studierte er Wirtschafts- und   Organisationswissenschaften. Ab 1992 war er stellvertretender Geschäftsführer beim Verband der Angestellten-Krankenkassen (VdAK), ab 1996 Vorstandsvorsitzender des VdAK. Ab 2003 gehörte er dem Vorstand der DAK an und war von 2005 bis 2016 Vorstandsvorsitzender der DAK-Gesundheit, wo er in den Ruhestand trat. Seit 2017 leitete er den von ihm gegründeten wissenschaftlichen Beirat der Kasse. 2012 erfolgte unter seiner Führung die Fusion der BKK-Gesundheit mit der Deutschen Angestellten-Krankenkasse zur DAK-Gesundheit. Ab 2004 war er Honorarprofessor für Gesundheitspolitik und Gesundheitsökonomie an der Universität Bayreuth und ab 2018 Aufsichtsratsvorsitzender der Paracelsus-Kliniken.
2018 war er Gründungsmitglied der Bürgerbewegung Finanzwende.
Herbert Rebscher war verheiratet und hatte zwei Kinder. Er verstarb am 23. März 2024 im Alter von 69 Jahren nach kurzer schwerer Krankheit.

## Ehrungen und Auszeichnungen
- Ehrendoktorwürde der Universität der Bundeswehr München
- Verdienstorden der Bundesrepublik Deutschland (Verdienstkreuz am Bande)